# Capella de la Immaculada Concepció de les Tàpies
La Immaculada Concepció de les Tàpies és la capella del mas de les Tàpies, del municipi de Calders, a la comarca del Moianès. És al sector nord-oest del terme municipal, prop del límit amb Artés, en el vessant sud-est de la Serra de les Tàpies.